# 迪克朗河紋胸鮡
迪克朗河紋胸鮡，為輻鰭魚綱鯰形目鮡科的其中一種，為熱帶淡水魚類，分布於亞洲印度東北部Dikrong河流域，體長可達9.4公分，棲息在沙石底質且流動的溪流底層水域，生活習性不明。

## 扩展阅读
維基物種上的相關：迪克朗河紋胸鮡